# Eceto
Eceto (en griego: Ἔχετος), fue un rey legendario de Épiro, caracterizado por su crueldad al punto de ser llamado «el terror de todos los mortales». Hijo de Eucenor y Progea. Padre de Métope o Ámfisa a quien cegó por tener un romance con Emodico, mutilando a este. Acto seguido dio a su hija granos de bronce prometiéndole que recuperaría la vista si los convertía en harina.